# Norbert Tiemann
Norbert Theodore Tiemann (Minden (Nebraska), 18 juli 1924 – Dallas (Texas), 19 juni 2012) was een Amerikaans politicus van de Republikeinse Partij. Hij was de gouverneur van Nebraska van 1967 tot 1971, daarvoor was hij burgemeester van zijn woonplaats Wausa (Nebraska).
Tiemann overleed op 19 juni 2012 in Dallas op 87-jarige leeftijd.
- Gemeinsame Normdatei: 1177701669
- Virtual International Authority File: 2966155044773572520006